# Acid rắn

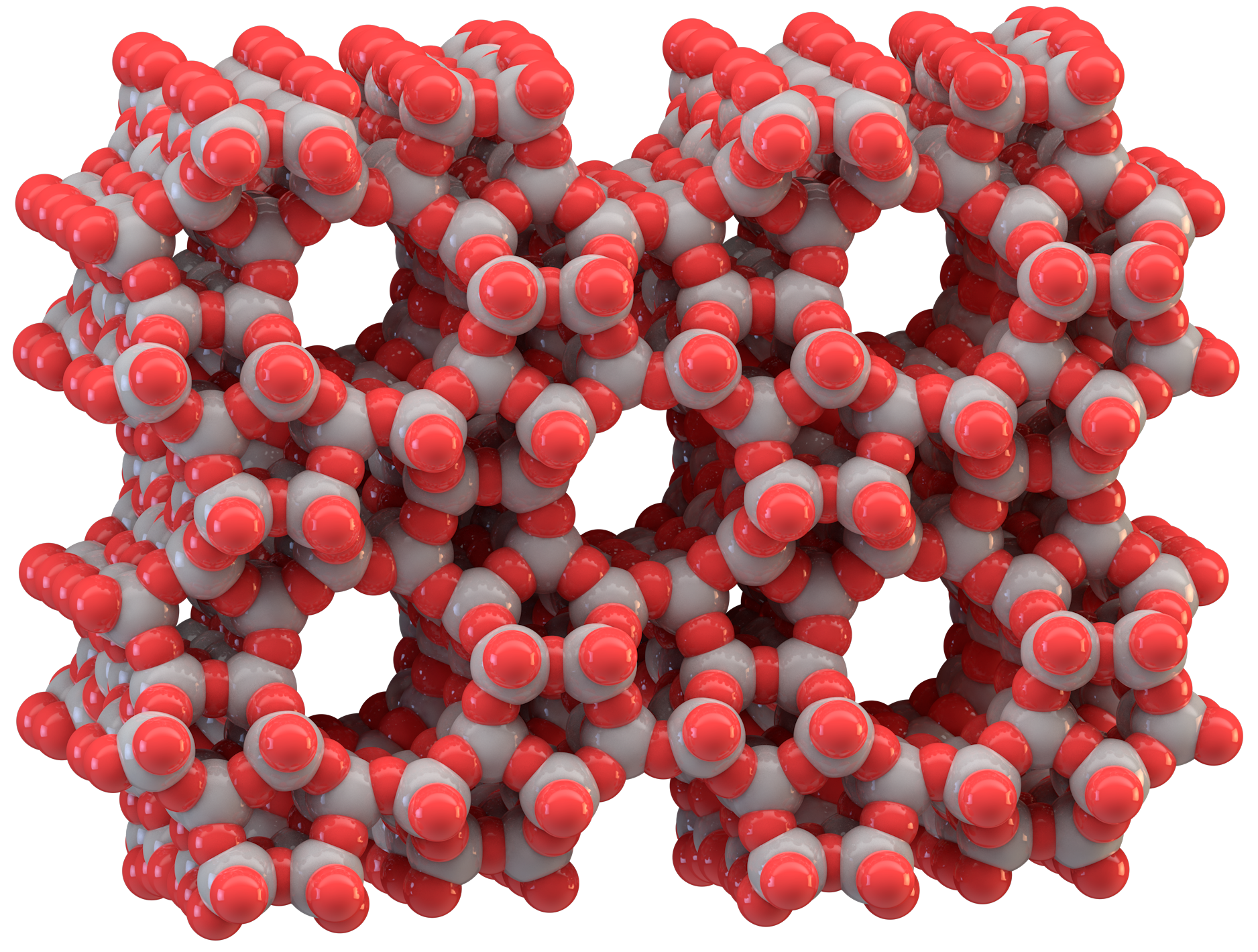
Zeolit, ZSM-5 được sử dụng rộng rãi như là chất xúc tác acid rắn.

Acid rắn là acid không hòa tan trong môi trường phản ứng. Chúng thường được sử dụng trong các chất xúc tác không đồng nhất.

## Ví dụ
Hầu hết các acid ở trạng thái rắn là acid hữu cơ như acid oxalic, acid tartaric, acid citric, acid maleic,... Ví dụ về các acid rắn vô cơ bao gồm bao gồm silico-aluminat (zeolit, alumina, silico-aluminophosphat), và sulfated zirconia. Nhiều oxide của kim loại chuyển tiếp có tính acid, bao gồm các oxide titania, zirconia và niobia. Những acid trên được sử dụng trong cracking dầu mỏ. Nhiều acid Brønsted rắn cũng được sử dụng trong công nghiệp, bao gồm cả polystyrene sulfon hóa, acid phosphoric rắn, acid niobic và heteropolyoxometallat.